# Buchholz in der Nordheide
Buchholz in der Nordheide är den största staden i Landkreis Harburg ungefär 25 kilometer söder om Hamburg. Vidare ligger staden i förbundslandet Niedersachsen i Tyskland. Norr om staden passerar motorvägarna A1 och A261.

## Historiska händelser
1992 drabbades Buchholz av en liten tornado som slet upp träd och förstörde några hus. 2002 nådde temperaturen i Buchholz 38 grader Celsius vilket är den varmast uppmätta i regionen. 2006 försökte invånarna i Buchholz sig på ett världsrekord genom att samla en folksamling av 2000 personer, som skulle skapa formen av ett stort hjärta, nära stadens simbassäng. Detta försök misslyckades dock eftersom 39 personer inte dök upp.

## Befolkningsutveckling
- 1821 – 178
- 1871 – 350
- 1905 – 1220
- 1925 – 2138
- 1939 – 3110
- 1945 – ca: 5000
- 1946 – 6003
- 1958 – 7523
- 1963 – 10364
- 1968 – 13590
- 1972 – 15273
- 1972 – 22620
- 1975 – 26393
- 1998 – 35264
- 1999 – 35603
- 2000 – 35916
- 2001 – 36109
- 2002 – 36483
- 2003 – 37943
- 2004 – 38556
- 2005 – 40500